# Aphaenogaster dlusskyi
Aphaenogaster dlusskyi é uma espécie de inseto do gênero Aphaenogaster, pertencente à família Formicidae.